# Ormos Gábor
Ormos Gábor (Budapest, 1946. július 22. −)  reumatológus és rehabilitációs szakorvos, manuálterapeuta. Több évtizede foglalkozik a mozgásszervi betegségek kézzel történő gyógyításával, a manuális terápiával, amely a csontkovács tevékenység magasabb, orvosi szintű formája. A gerinc, az izmok, az ízületek egy, vagy ismételt mozdulattal történő kezelése. Elsősorban gerinceredetű panaszokban, nyak-, hát-, derékfájdalmakban, csigolya meszesedés, porckopás, porckorongsérvek, ízületek „helyre tehető” eltéréseiben hatásos. Alapja a részletes vizsgálat, mert csak a panaszok eredetének ismeretében lehet eldönteni, hogy e módszer alkalmazható-e, vagy más kezelést kell választani.

## Életpályája
1970-ben szerzett általános orvosi diplomát a Budapesti Orvostudományi Egyetemen. Szakképesítései: reumatológia és fizioterápia (1974), manuális terápia/medicina képzettség (1975/76.Prága, 1979. Budapest), mozgásszervi rehabilitáció (2000). A „Fizikális Medicina és Rehabilitáció” szakképesítése „senior fellowship” kategóriában európai akkreditációjú.

### Szakmai tevékenysége[1]
A mozgásszervi betegségek széles skálájára, a reumás gyulladásos/immunológiai kórképek biológiai terápiájától a csontritkuláson át az ún. degeneratív (kopásos-meszesedéses) gerincés ízületi betegségekre terjed ki. Speciális szakterülete a manuális medicina, amely a kézzel végzett műfogásokkal kezeléseket jelenti. Gyógyító tevékenységében a hagyományos és alternatív kezeléseket ötvözi. 
2012-ben a Semmelweis Egyetemen PhD – Doktori Diplomát szerzett.
Disszertációja az „Iskoláskorú gyerekek nyaki gerinc tartásának felmérése”, első és azóta is szinte egyedüli a nemzetközi szakirodalomban. Több mint 100 tudományos közlemény és előadás, 4 önálló szakkönyv és 9 könyvfejezet szerzője. Ezekben hétköznapi gyakori kórképek patomechanizmusának modern szemléletét ismerteti, számos ritka betegséget mutat be, továbbá a mozgásszervi betegségek szervi okain túl a pszichés vonatkozásokkal is foglalkozik. 10 évig a népjóléti miniszter természetgyógyászati tanácsadó testületének tagja volt. 1993-ban megalapította a Magyar Manuálterápiás Orvosok Egyesületét, melynek örökös elnökévé választották. Aktívan részt vesz a Nemzetközi Manuális Medicina Szövetség (FIMM) működésében és Akadémiájának tagja. 1997-ben szakmai elismerésként a népjóléti miniszter a "Manuálterápiás eljárások területén" honoris causae vizsgáztatói címmel ruházta fel. A Magyar Reumatológusok Egyesülete, az Orvosi Rehabilitációs Társaság és a Magyar Gerinctársaság tagja. 3 évig a Magyar Orvosi Kamara etikai bizottságában vett részt. 

### Oktatói tevékenysége
A fizioterápiás szakorvosok és az orvostanhallgatók graduális képzésében vesz részt, gyógytornászok és orvostanhallgatók MSC szakdolgozatainak konzulensi, doktori disszertációk opponensi tevékenységét végzi.

### Munkahelyek
1970-től napjainkig is az Országos Reumatológiai és Fizioterápiás Intézetben (ORFI, jelenleg: Országos Mozgásszervi Intézet, OMINT), 2007-2014 között mint a III. Reumatológiai Rehabilitációs osztály főorvosa, 2014. évi nyugállományba vonulása óta heti 6 órában az ambulancián dolgozik, továbbá főállásban a MAZSIHISZ Szeretetkórház Rehabilitációs osztályának vezetője, 1982 óta magánrendelés keretében is ellát betegeket.

## Magánélete
Édesanyja Kardos Veronika, édesapja Ormos Andor. Gyermekei Barbara (1970.07.10) és András (1988.11.27). Unokái Dr. Korányi Viktória (1997) és Korányi-Nagy Péter (2001). Felesége Dr. Kovács Zsuzsanna, a Kúria nyugalmazott tanácsvezető bírája.

## Művei

### Könyvek, könyvfejezetek
- Ormos G.: A csontkovácsok titkai. Generalpress, Budapest.1990
- Ormos G. Manuális terápia: gyógyítás műfogásokkal az orvosi gyakorlatban. Budapest. Springer, 1992, 147 p.
- Ormos G. A manuális medicina alapismeretei. In: Természetes gyógymódok: Komplementer medicina. Budapest. KuK kiadó, 1999. p. 71-90.
- Ormos G. Manuális medicina. In: Reumatológia. Budapest: Medicina, 2001. p.78-80.
- Ormos G. A depresszióról mindenkinek: okok, tünetek, hagyományos és természetes gyógymódok: hogyan kezelhető a depresszió saját tudatunkkal. Budapest. White Golden Book, 2006
- Ormos G, Belső N. Reumatológiai-mozgásszervi betegségek pszichiátriai vonatkozásai. In: A pszichiátria magyar kézikönyve. Füredi J, Németh A,Tariska P.(szerk.) Budapest: Medicina, 2009. p.755-763.
- Ormos G.: Manuálterápia. In „Bizonyítékokon alapuló fizioterápia” szerk. Bender T. Medicina Könyvkiadó Zrt 2016. 81-93 o.
- Dr. Ormos Gábor: A csontkovácsok titkai, ISBN 978-615-00-3117-0, Budapest, 2019
- Dr. Ormos Gábor: Manuálterápia, in Reumatológia szerk. Szekanecz Z, Nagy Gy. Medicina Zrt. Budapest, 2019. 365-375. o.
- Dr. Ormos Gábor: Alternatív terápiák, in Reumatológia szerk. Szekanecz Z, Nagy Gy. Medicina Zrt. Budapest, 2019. 407-411. o.
- Dr. Ormos Gábor: Krónikus derék- nyak és vállfájdalomban szenvedők rehabilitációja-in Bálint Géza-Katona Ferenc-Klauber András-Kullmann Lajos-Vén Ildikó (szerk.): Mindennapi rehabilitáció Mozgásszervi betegek és sérültek rehabilitációja. Medicina, 2022